# Playa Vista
Playa Vista là một khu phố ở khu Westside của Los Angeles, California  Khu vực này là trụ sở của Công ty Máy bay Hughes từ năm 1941 đến năm 1985 và là nơi chế tạo chiếc máy bay Hughes H-4 Hercules "Spruce Goose". Khu vực này bắt đầu phát triển vào năm 2002 như một cộng đồng được quy hoạch với các thành phần dân cư, thương mại và bán lẻ.  Cộng đồng thu hút các doanh nghiệp trong lĩnh vực công nghệ, truyền thông và giải trí, cùng với Santa Monica và Venice ,Marina del Rey, Playa del Rey, Culver City, El Segundo và Mar Vista, được mệnh danh là Bãi biển Silicon. Năm 2021, công ty xe Việt Nam VinFast cũng có chi nhánh tại đây.

## Hình ảnh

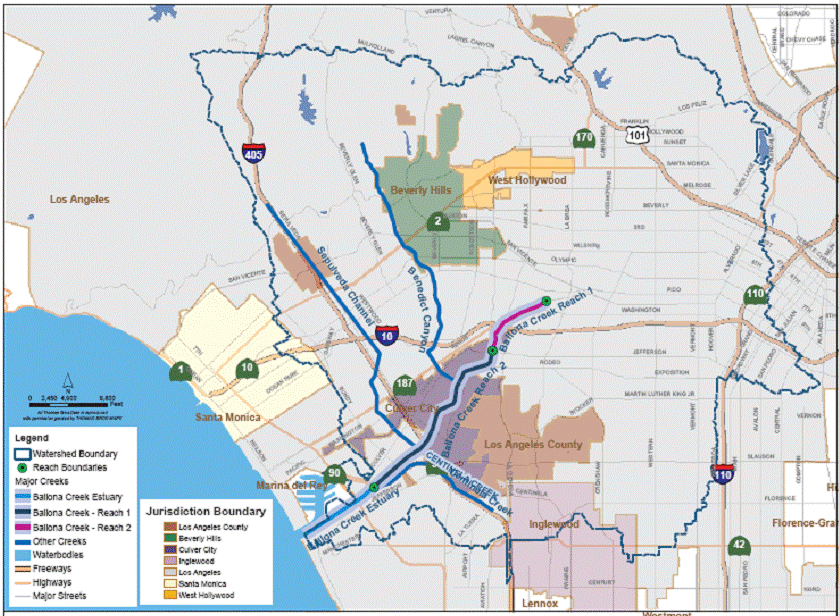
Bản đồ Ballona Creek
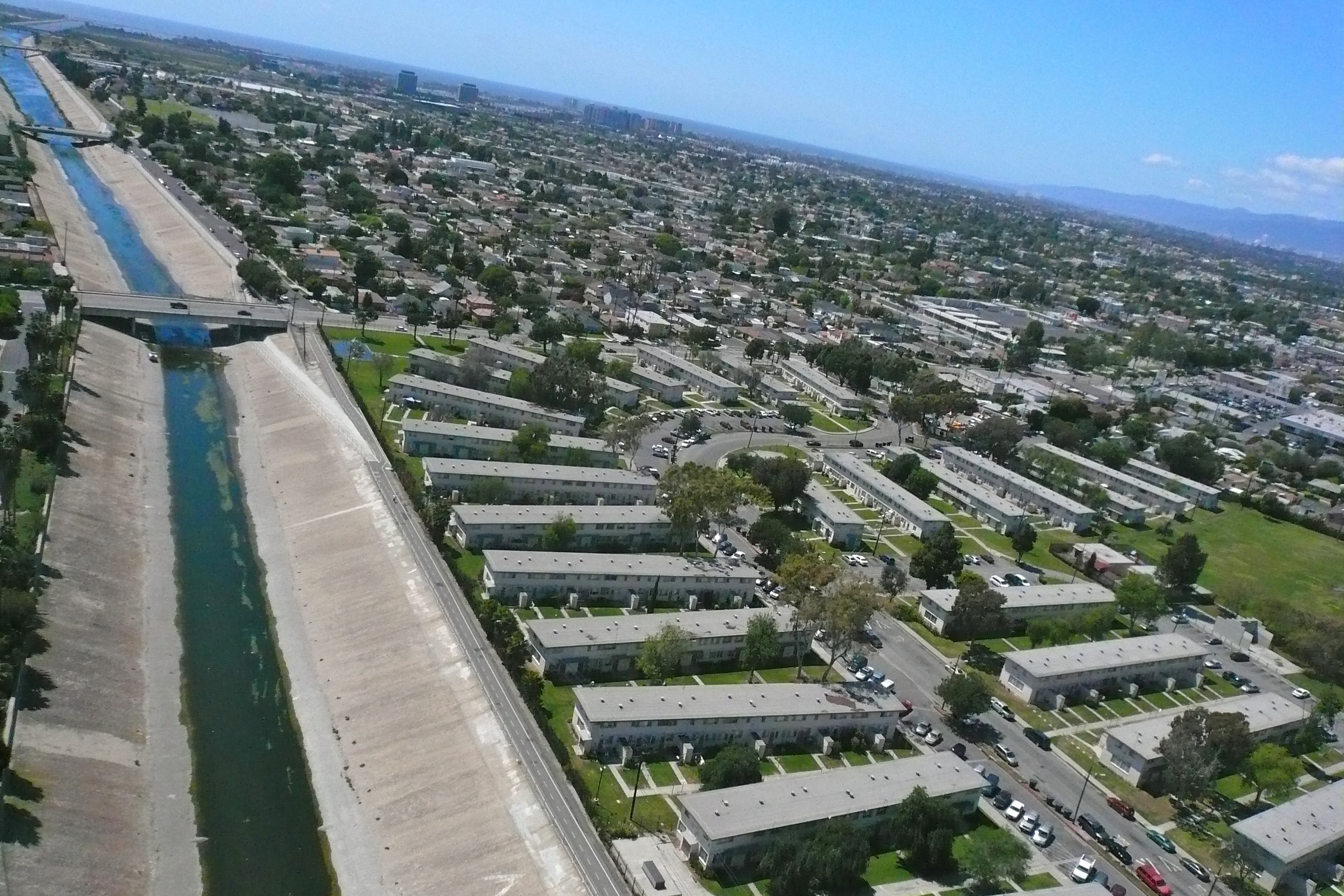
Ballona Creek
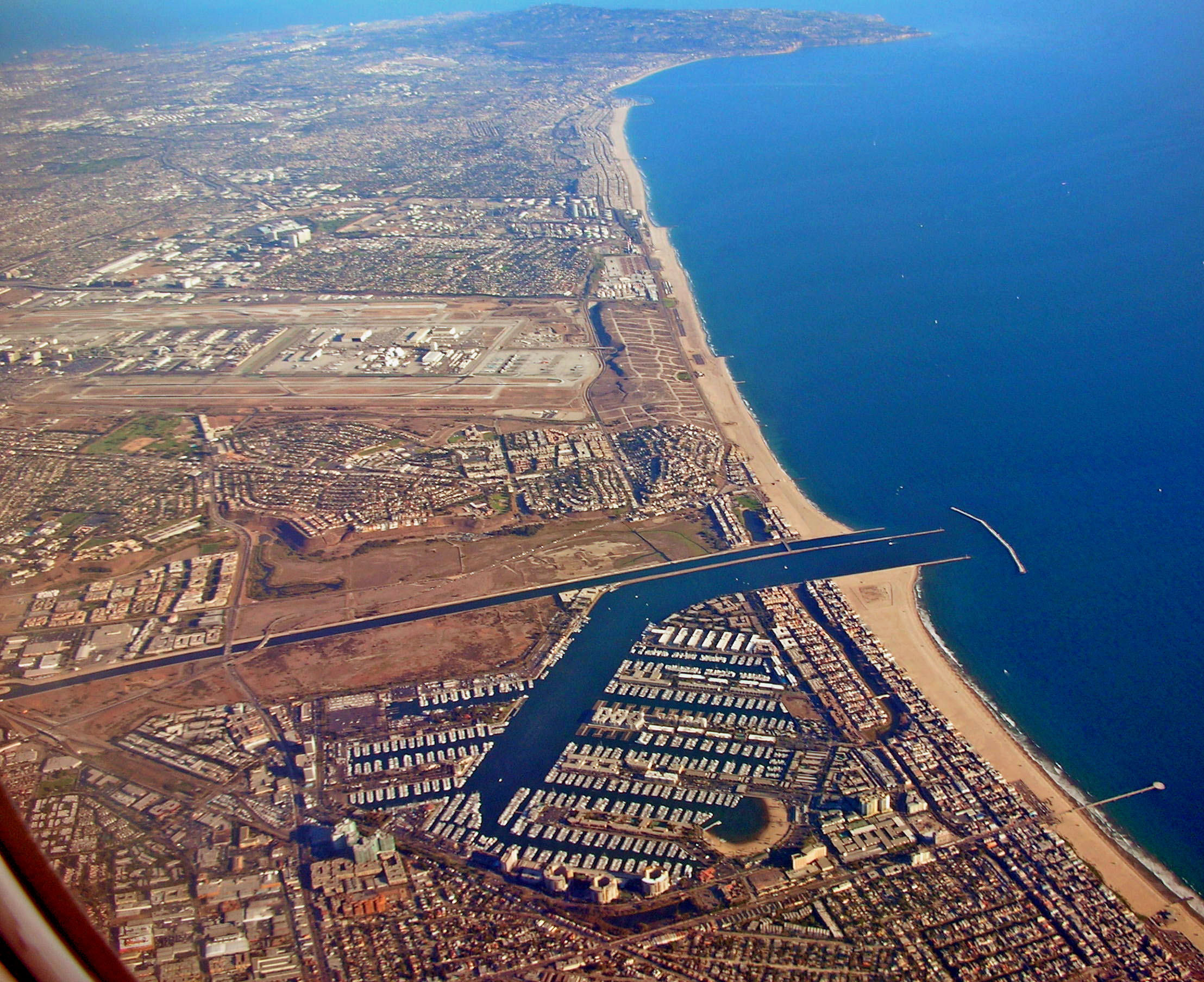
Bãi biển Venice
Hughes Aircraft